# Eustache Deschamps
Eustache Deschamps „Morel” (Vertus, oko 1346. – 1406.) bio je francuski pjesnik i pisac.

## Životopis
Na kraljevskom dvoru obnašao je službe dvorjanika, štitonoše te kraljevskog peharnika. Između ostaloga, napisao je oko oko 1500 balada, rondeaua i virelaisa. Godine 1392. napisao je prvu poetiku na francuskom jeziku „Umijeće pjevanja i sastavljanja pjesama” (Art de dictier et de fere chansons). Godine 1381. započeo je pisati alegoričnu satiru o braku „Bračno zrcalo” (Miroir de mariage), koja nikada nije završena.